# Joachim Gottlieb Schwabe
Joachim Gottlieb Schwabe (* 11. Novemberjul. / 22. November 1754greg. in Kosch; † 21. Januarjul. / 1. Februar 1800greg. in Sankt Katharinen) war ein deutschbaltischer Pfarrer und Kalenderschriftsteller.

## Pfarrer
Joachim Gottlieb Schwabe wurde als Sohn eines Pastors in Estland geboren. Er besuchte das Gymnasium in Narva und Tallinn (Reval). Von 1774 bis 1778 studierte er Theologie an der Universität Jena. Danach war Schwabe bis zum Ende seines Lebens als Pfarrer und Theologe tätig: 1780 bis 1783 in Nissi, 1783 bis 1796 in Lihula (Leal) und 1796 bis 1800 in Kadrina.

## Estophil
Schwabes Anliegen war besonders die Verbesserung des Bildungsstandes der estnischen Bauern. Er trat vor allem als Dichter in estnischer Sprache sowie als Kalenderschriftsteller in Erscheinung. Von 1795 bis 1797 und 1799 war Schwabe Redakteur des einflussreichen Kalenders Eesti-Ma Rahwa Kalender. Die drei Gedichte Laul (1795), Lapse uinutamisse Laul (1796) und Kewwade laulda (1797) fanden weite Verbreitung. Letzteres ist vermutlich das erste estnischsprachige Naturgedicht, das im Druck erschienen ist.
1832 druckte Heinrich Rosenplänter das Gedicht Laul erneut, diesmal unter der deutschsprachigen Überschrift Der zufriedene Bauer. Posthum erschien auch Schwabes Gedicht Eestimaa tallomehhe laul, in dem die Unterdrückung der einheimischen Landbevölkerung anprangert.